# Tarache albifusa
Tarache albifusa es una especie  de polilla de la familia Noctuidae. Se encuentra en Arizona.
La longitud de las alas anteriores es 9,5 a 11 mm para los machos y alrededor de 10,5 mm para las hembras. Los adultos vuelan de junio a septiembre.